# Szelindeki vár
A szelindeki vár műemlék Romániában, Szeben megyében. A romániai műemlékek jegyzékében a SB-II-m-A-12552 sorszámon szerepel.